# Akan (See)
Der Akan-See (jap. 阿寒湖 Akan-ko) ist ein See auf der japanischen Insel und Präfektur Hokkaidō. Der See ist seit dem 4. Dezember 1934 Teil des Akan-Mashū-Nationalparks und wurde zudem am 8. November 2005 als Ramsar-Gebiet ausgewiesen.

## Geographie
Der Krater-See hat eine Fläche von etwa 13 km², elf Zuflüsse und ist bis zu 45 Meter tief.. Der Akan-gawa ist der einzige Abfluss. Vier kleinere Inseln liegen innerhalb der Seefläche: Chūrui-shima (チュウルイ島), Kojima (小島), Ōshima (大島), Yaitai-tō (ヤイタイ島).

## Flora und Fauna
Der See ist bekannt für seine in ihm wachsenden, Marimo (Aegagropila linnaei) genannten, riesigen Algenbälle. Auch andere gefährdete Algenarten wie Nitella flexilis, Zerbrechliche Armleuchteralge (Chara globularis) und Chara braunii wachsen im Akan-See. Die gefährdete Muschelart Margaritifera laevis und die Fischarten Hucho perryi, Sumpfelritze (Phoxinus percnurus sachalinensis), Rotlachs (Oncorhynchus nerka nerka) und Pisidiidae-Arten sind zudem im Akan-See verbreitet. An Vögeln finden sich u. a. Mandschurenkraniche.

## Nutzung
Zu den im Akan-See gefischten Arten gehören Rotlachs, Karpfen, Hypomesus nipponensis und Regenbogenforelle. Darüber hinaus kommt der Signalkrebs vor.

## Galerie

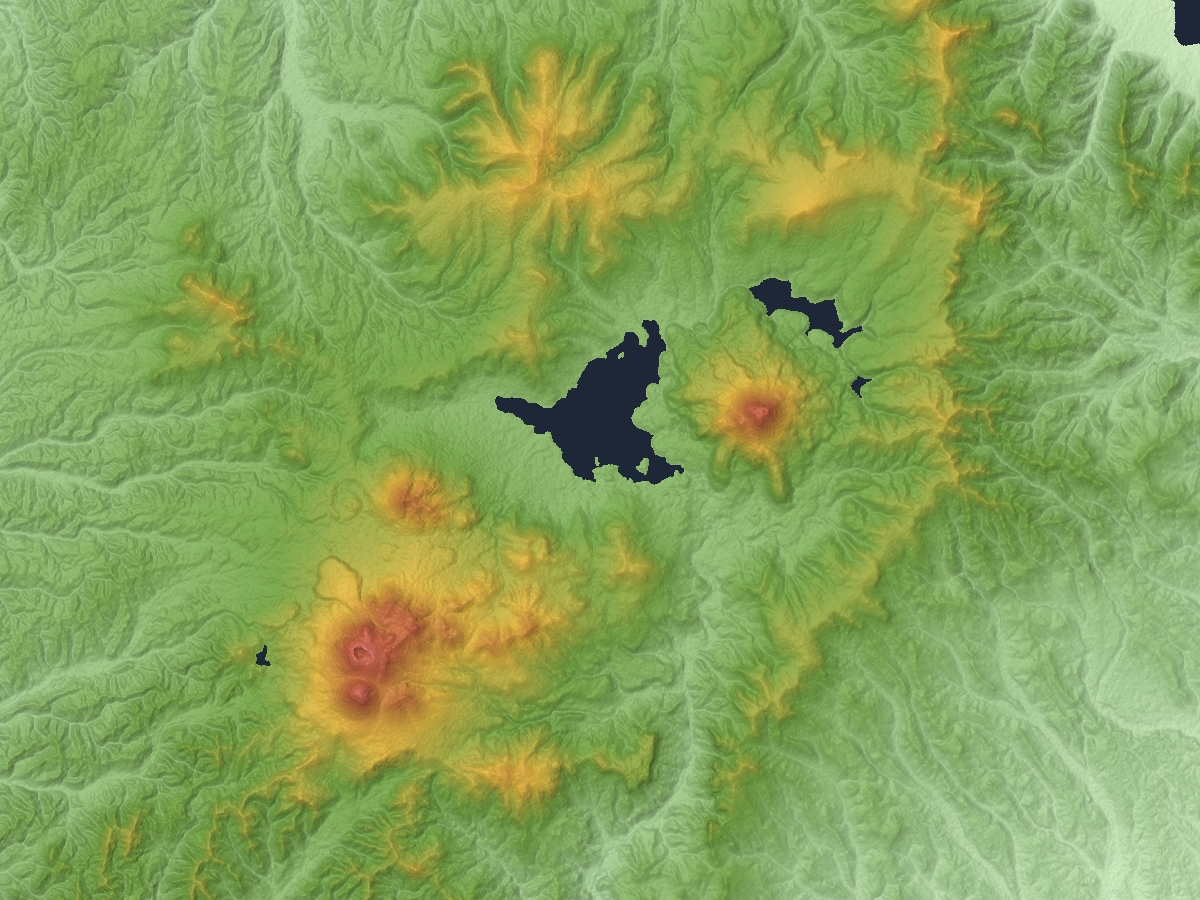
Reliefkarte
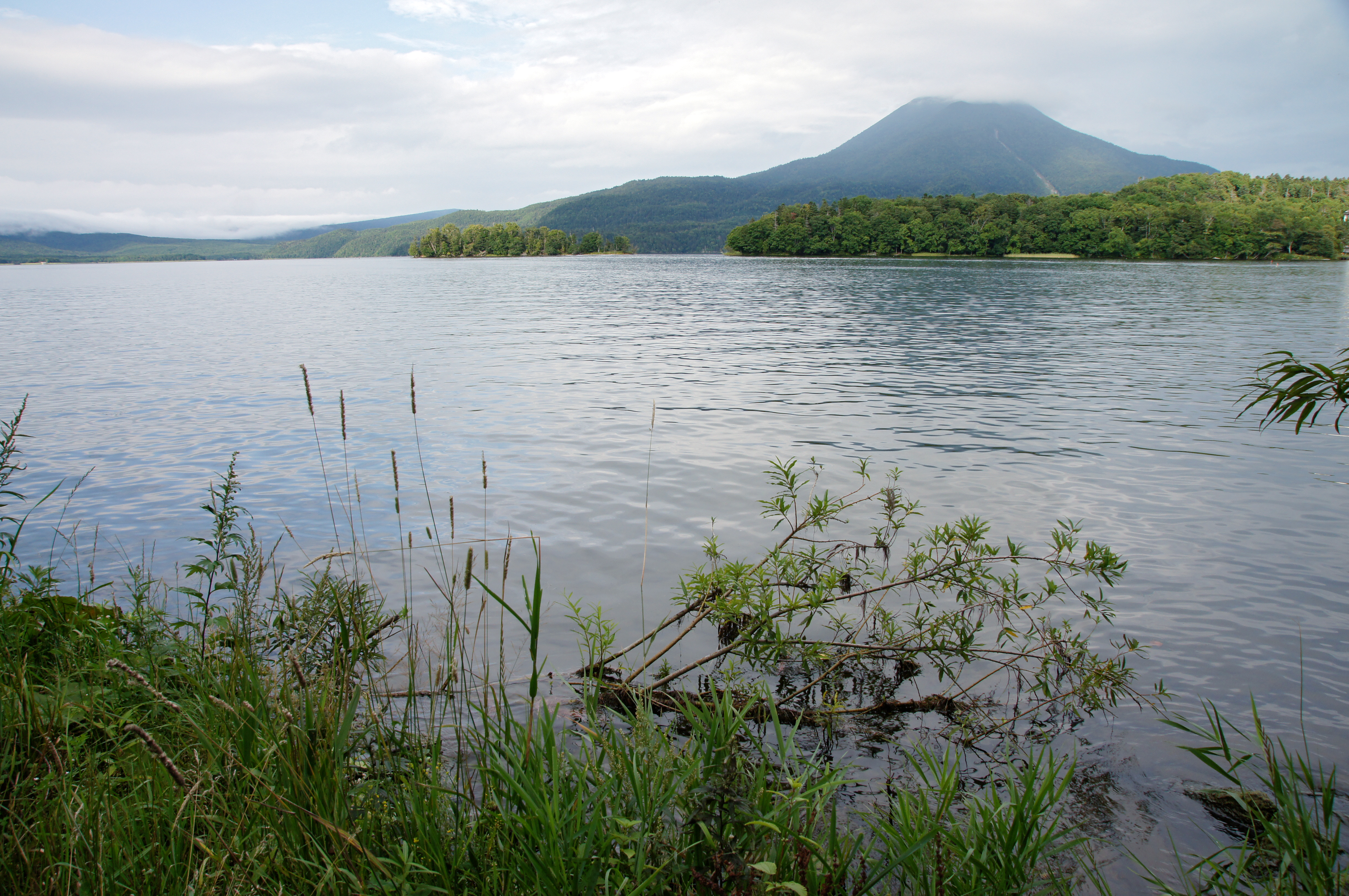
Akan-See
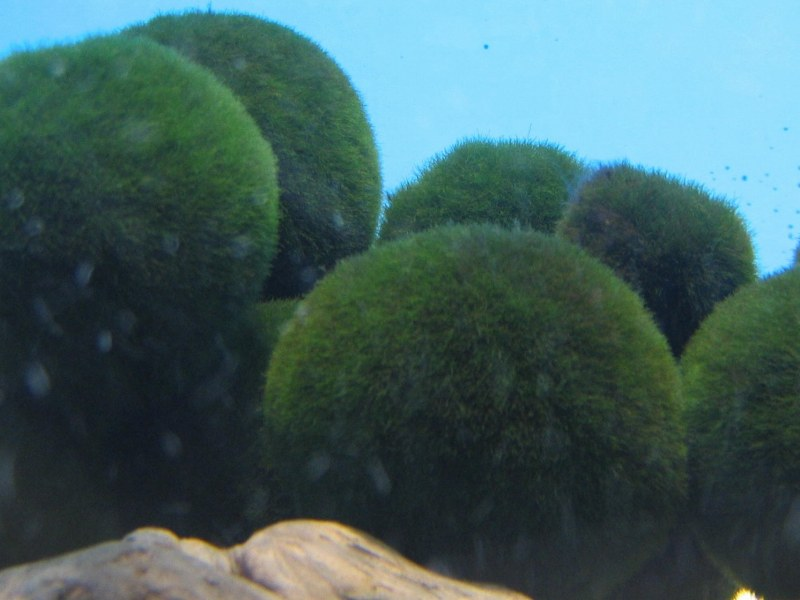
Marimo
- Akan-See, 2021